# Laguna de Tamiahua

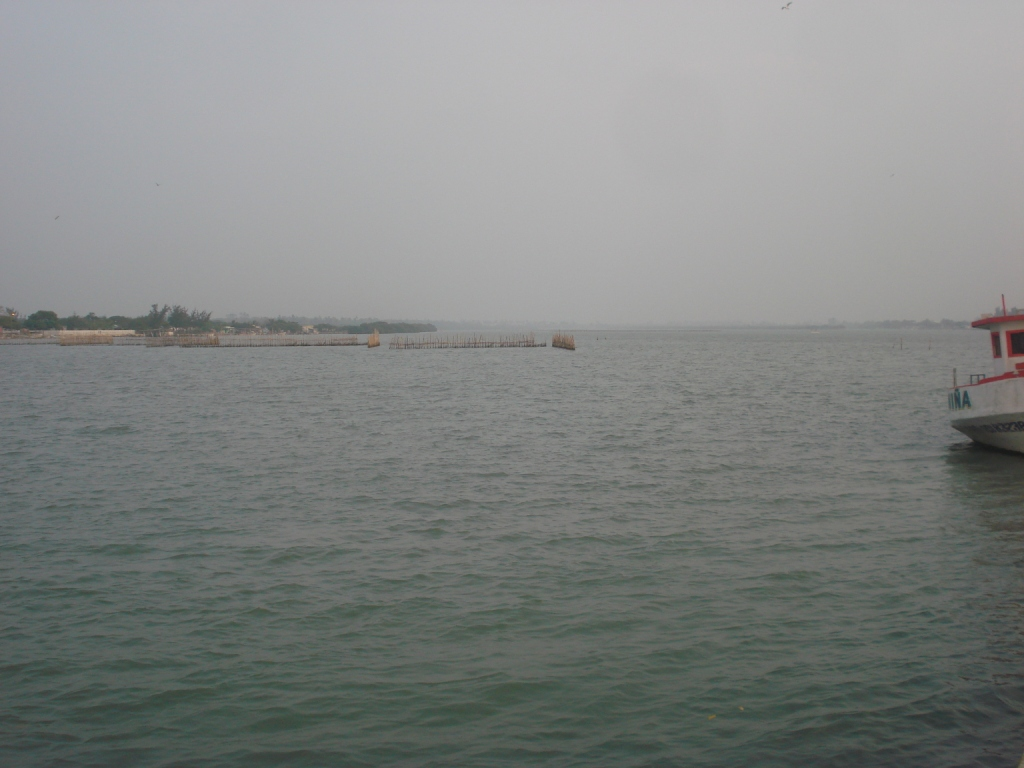
Laguna de Tamiahua, Veracruz, México.

La laguna de Tamiahua es una laguna costera ubicada en el norte del estado de Veracruz, México. Una extensa barrera natural de arena separa a la laguna del golfo de México. La laguna se asemeja una especie de arco cuyo punto más oriental es el llamado Cabo Rojo, donde las playas comienzan con una barra muy extensa que se ensancha a medida que desciende de norte a sur para formar la isla Juan A. Ramírez. Ya en su extremo sur se encuentra la localidad de Tamiahua, y un poco más al sur, en la localidad de Corazones, la laguna se conecta con el golfo de México.
La laguna mide unos 85 km de largo, posee una superficie de 1400 km² y es poco profunda. Estudios realizados indican que en la laguna habitan unas 40 especies de peces, siendo común la pesca de camarón, jaibas, almejas y ostión. Un 50% de sus costas están pobladas por manglares.

## Clima
El clima en la zona es cálido y húmedo, la temperatura media anual es de 22 °C, siendo la precipitación anual superior a 1000 mm.

## Islas

### Internas
- Al norte del cuerpo principal de la laguna (cerca del centro de la longitud total de norte a sur, al sur de su zona más angosta), está la isla Juan A. Ramírez, de forma alargada orientada al sursureste y nornoroeste.
- Al centro del cuerpo principal está la isla del Toro, de superficie mucho menor que la de Juan A. Ramírez, muy angosta y de forma de compás abierto al sureste, y ahí cerca dos pequeños islotes menores.
- Al sur del cuerpo principal está la isla El Ídolo, de superficie cercana a la de Juan A. Ramírez, pero de forma triangular.

### Externas
- Más allá del Cabo Rojo se encuentra la isla Lobos que por estar más alejada, no puede visitarse en un solo día, pues simplemente llegar hasta ella conlleva más de un día de expedición, contando con una suficiente dotación de víveres. La isla Lobos es un magnífico lugar para practicar el buceo, ya que esta forma parte de una cadena de arrecifes coralinos vivos del subsuelo de Cabo Rojo.
- De dicha cadena de arrecifes sobresalen, al norte de isla Lobos, el arrecife Medio, y un poco más al norte, el arrecife Blanquilla.